# Ballondepotfartyg Nr. 1
„Ballondepotfartyg Nr. 1” (dosłownie - „okręt składowy dla balonu”) – balonowiec należący do Szwedzkiej Marynarki Wojennej.  Wodowany w 1904 był to pierwszy okręt w Europie zbudowany specjalnie jako okręt lotniczy (francuski „Foudre” był przebudowanym tendrem torpedowców).

## Historia
„Ballondepotfartyg Nr. 1” był nieuzbrojoną, pozbawioną napędu własnego barką, przypominającą wcześniejszą amerykańską jednostkę tego typu USS „George Washington Parke Custis”.  Wyposażony był w urządzenie do produkcji wodoru, kompresor, wciągarkę i niemieckiej produkcji balon typu Riediger o pojemności 707 m³.
Okręt nie został nigdy użyty bojowo, w 1915 został wycofany do zadań obrony wybrzeża choć brał udział w ćwiczeniach floty aż do 1929, w tymże roku wycofany ze służby i sprzedany, dalszy jego los nie jest znany.